# Daphné Bolz
Daphné Bolz (* 1978) ist eine deutsch-französische Sporthistorikerin.

## Leben
Daphné Bolz absolvierte ein Dreifächer-Studium, nämlich Italienische Sprache und Zivilisation (DEUG, 1999), Leibeserziehung (DEA, 2000) und Sozialwissenschaften (DEA, 2001) An der (Marc Bloch) Universität Straßburg. 2005 wurde sie mit einem doppelten Doktorat in Straßburg und der Freien Universität Berlin (bei Gunter Gebauer) promoviert (Thema: Education et spectacle sportifs en Italie fasciste et en Allemagne nazie. Étude à partir des équipements sportifs). Im Anschluss erhielt sie für drei Jahre einen Vertrag der Europäischen Union als Post-Doc von 2006 bis 2009 am International Centre for Sports History and Culture der De Montfort University in Leicester (UK). Im Anschluss wurde sie an der Universität Rouen als Maîtresse de conférences festangestellt, aber sogleich für ein weiteres Marie-Curie Forschungsstipendium der EU für zwei Jahre an der Humboldt-Universität zu Berlin (bei Christiane Eisenberg) beurlaubt. 2014 folgte ihre Habilitation an der Universität Straßburg (Thema: La politisation des corps et des esprits en Europe de la fin de la Première Guerre mondiale aux débuts de la Guerre froide. Italie – Allemagne – Angleterre), wo sie auch zur Apl. Professorin ernannt wurde. Von 2020 bis 2022 ist sie EU Forschungsfellow an der Universität Münster (bei Michael Krüger). Seit 2022 ist sie Professorin für Sportgeschichte an der Universität Rouen.
Bolz ist mit dem European Committee for Sports History (CESH) verbunden. Seit 2009 ist sie ein Fellow, von 2009 bis 2017 war sie die Generalsekretärin, von 2017 bis 2021 President-elect, 2021–2024 wurde sie als Präsidentin gewählt. 2009 rief sie die Zeitschrift European Studies in Sports History ins Leben, seit 2012 ist sie Chefredakteurin (Honorary Editor: Arnd Krüger).

## Publikationen (Auswahl)
- Mit  Teja & Santino Mariano (Hrsg.): Sport e culture. Crotone: CESH, 2004.
- (Hrsg.): Olympism and international sport relations. Sankt Augustin: Academia, 2014.
- Les Arènes totalitaires. Fascisme, nazisme et propagande sportive. Paris: CNRS Editions, 2008. ISBN 978-2-271-06635-0.
- Mit Michael Krüger (Hrsg.): A History of Sport in Europe in 100 Objects. Hildesheim: Arete, 2023. ISBN 978-3-96423-107-9.